# Helicon Double Layer Thruster
Helicon Double Layer Thruster (HDLT) – silnik jonowy elektromagnetyczny, który wykorzystuje naturalny proces występowania między obszarami plazmy o różnej charakterystyce dwóch warstw (DL) oddziałujących ze sobą elektrycznie  – zjawisko takie występuje w zorzy polarnej.
Obecnie silnik ten jest w fazie testowej ESA.
Bada się również możliwości stworzenia silnika, który połączyłby koncepcję HDLT z VASIMR.